# Kuoliinluoto
Kuoliinluoto är en liten ö i Saimen i Finland. Ordet kuoliinluoto hänvisar antagligen att ön har varit begravningsplats. Ön ligger i sjön Pihlajavesi och i kommunen Nyslott i den ekonomiska regionen  Nyslott  och landskapet Södra Savolax, i den sydöstra delen av landet, 270 km nordost om huvudstaden Helsingfors. Öns area är 0,3 hektar och dess största längd är 90 meter i sydöst-nordvästlig riktning.